# پارک ملی پیینه
پارک ملی پَیْیَنِّه (فنلاندی: Päijänteen kansallispuisto) یک پارک ملی در فنلاند، در بخش‌های جنوبی دریاچه دریاچه پیینه است که از ۵۰ جزیره غیرمسکونی و تعدادی جزایر مسکونی تشکیل شده‌است. این پارک ملی در سال ۱۹۹۳ تأسیس شد و مساحت آن ۱۴ کیلومتر مربع (۵٫۴ مایل مربع) است.